# ويليام ستيوارت
ويليام ستيوارت (بالإنجليزية: William Stewart)‏ (1 يناير 1867 في المملكة المتحدة - ) هو مدرب كرة قدم ولاعب كرة قدم بريطاني (وحمل سابقاً جنسية المملكة المتحدة لبريطانيا العظمى وأيرلندا) في مركز الوسط. لعب مع بريستون نورث إيند ونادي إيفرتون ونادي بريستول سيتي.